# Asteriks u Reszehezady
Asteriks u Reszehezady (fr. Astérix chez Rahazade) – dwudziesty ósmy album o przygodach Gala Asteriksa autorstwa Alberta Uderzo (scenariusz i rysunki).
Premiera komiksu miała miejsce w 1987 r. Pierwsze polskie tłumaczenie (autorstwa Jolanty Sztuczyńskiej) pochodzi z 2005 r.

## Fabuła
W wiosce Galów zjawia się hinduski fakir Cozamara, poszukujący barda Kakofoniksa.
Fakir wyjaśnia, że śpiew barda, potrafiący przywołać deszcz, będzie w stanie uratować królestwo radży Papahasy od suszy. Powstrzyma także planowaną egzekucję córki radży, księżniczki Reszehezady, którą w ofierze bogom chce (w celu zakońcenia suszy) złożyć guru Kiwalah. Asteriks, Obeliks i Kakofoniks wyruszają do Indii na latającym dywanie, należącym do fakira.

## Nawiązania
- w trakcie podróży do Indii bohaterowie są podejmowani w Persji bankietem, na którym są częstowani między innymi kawiorem. Scena ta nawiązuje do jednej z rozmów Goscinnego i Uderzo. Twórcom Asteriksa często, w nawiązaniu do ulubionego dania Galów, proponowano do jedzenia dziki. Pewnego dnia Goscinny miał zwierzyć się Uderzo, że żałuje, iż w miejsce dzików nie wybrał kawioru jako ulubionego dania Asteriksa i Obeliksa[1],
- guru Kiwalah chce obalić radżę Papahasę i zająć jego miejsce na tronie, podobnie jak jego kuzyn Iznogud (bohater serii komiksów, dla których scenariusze tworzył Goscinny)[4].